# 探索与争鸣
《探索与争鸣》是一份创刊于1985年7月16日的社会科学理论刊物，由上海市社会科学界联合会主管主办。

## 历史
1985年7月16日，《探索与争鸣》由内部刊物《社联通讯》的“探索与争鸣”栏目改版而来。1993年6月4日，由双月刊改为月刊。2003年1月1日，刊物版面从小16开改为大16开。2007年1月1日，扩版至80页。
2008年，《探索与争鸣》入选中文社会科学引文索引、全国中文核心期刊。2013年1月1日，期刊再次扩版至96页。同年，获得中国出版政府奖提名奖、国家社科基金资助期刊。2014年11月，期刊入选国家新闻出版广电总局第一批认定学术期刊。2017、2018、2019年先后三次扩版，2019年扩版至160页。